# انتون کیشا
انتون کیشا (اوکراینی: Антон Владиславович Кіча؛ زادهٔ ۱ مهٔ ۱۹۹۰) بازیکن فوتبال اهل اوکراین است.
از باشگاه‌هایی که در آن بازی کرده‌است می‌توان به باشگاه فوتبال ماریوپول و باشگاه فوتبال چورنومورتس اودسا اشاره کرد.